# 1. DOL (maschile)
La 1. DOL è la massima serie del campionato sloveno maschile di pallavolo: al torneo partecipano sedici squadre di club slovene e la squadra vincitrice si fregia del titolo di campione di Slovenia.

## Albo d'oro
| Anno             | Podio             | Podio             | Podio             |
| Campione         | Seconda           | Terza             |                   |
| ---------------- | ----------------- | ----------------- | ----------------- |
| 1991-92 Dettagli | Maribor           | -                 | -                 |
| 1992-93 Dettagli | Maribor           | -                 | -                 |
| 1993-94 Dettagli | Salonit Anhovo    | -                 | -                 |
| 1994-95 Dettagli | Salonit Anhovo    | Pomurje Deset     | Maribor           |
| 1995-96 Dettagli | Salonit Anhovo    | Maribor           | Olimpija Lubiana  |
| 1996-97 Dettagli | Salonit Anhovo    | Maribor           | Olimpija Lubiana  |
| 1997-98 Dettagli | Fužinar           | Salonit Anhovo    | Maribor           |
| 1998-99 Dettagli | Salonit Anhovo    | Maribor           | Pomurje Deset     |
| 1999-00 Dettagli | Bled              | Olimpija Lubiana  | Kamnik            |
| 2000-01 Dettagli | Kamnik            | Bled              | Pomurje Deset     |
| 2001-02 Dettagli | Kamnik            | Bled              | Maribor           |
| 2002-03 Dettagli | Kamnik            | Maribor           | Salonit Anhovo    |
| 2003-04 Dettagli | Šoštanj Topolšica | Kamnik            | Salonit Anhovo    |
| 2004-05 Dettagli | Autocommerce      | Šoštanj Topolšica | Olimpija Lubiana  |
| 2005-06 Dettagli | Autocommerce      | Maribor           | Šoštanj Topolšica |
| 2006-07 Dettagli | Autocommerce      | Maribor           | GO Volley         |
| 2007-08 Dettagli | ACH Volley        | Salonit Anhovo    | Maribor           |
| 2008-09 Dettagli | ACH Volley        | Salonit Anhovo    | GO Volley         |
| 2009-10 Dettagli | ACH Volley        | Salonit Anhovo    | GO Volley         |
| 2010-11 Dettagli | ACH Volley        | OK Kropa          | GO Volley         |
| 2011-12 Dettagli | ACH Volley        | OK Kropa          | GO Nova Gorica    |
| 2012-13 Dettagli | ACH Volley        | Kamnik            | Pomurje Deset     |
| 2013-14 Dettagli | ACH Volley        | Pomurje Deset     | Kamnik            |
| 2014-15 Dettagli | ACH Volley        | Kamnik            | Salonit Anhovo    |
| 2015-16 Dettagli | ACH Volley        | Kamnik            | Pomurje Deset     |
| 2016-17 Dettagli | ACH Volley        | Kamnik            | Triglav Kranj     |
| 2017-18 Dettagli | ACH Volley        | Kamnik            | Salonit Anhovo    |
| 2018-19 Dettagli | ACH Volley        | Kamnik            | Salonit Anhovo    |
| 2019-20 Dettagli | ACH Volley        | Kamnik            | Maribor           |
| 2020-21 Dettagli | Maribor           | ACH Volley        | Kamnik            |
| 2021-22 Dettagli | ACH Volley        | Kamnik            | Maribor           |
| 2022-23 Dettagli | ACH Volley        | Kamnik            | Maribor           |
| 2023-24 Dettagli | ACH Volley        | Kamnik            | Maribor           |

## Palmarès
| Squadra           | Titolo | Edizione |
| ----------------- | ------ | --- |
| ACH Volley        | 20     | 1999-00, 2004-05, 2005-06, 2006-07, 2007-08, 2008-09, 2009-10, 2009-10, 2011-12, 2012-13, 2013-14, 2014-15, 2015-16, 2016-17, 2017-18, 2018-19, 2019-20, 2021-22, 2022-23, 2023-24 |
| Alpacem Kanal     | 5      | 1993-94, 1994-95, 1995-96, 1996-97, 1998-99 |
| Maribor           | 3      | 1991-92, 1992-93, 2020-21 |
| Kamnik            | 3      | 2000-01, 2001-02, 2002-03 |
| Fužinar           | 1      | 1997-98 |
| Šoštanj Topolšica | 1      | 2003-04 |